# Everyman (moralità)
Everyman è una moralità inglese giunta a noi attraverso quattro edizioni pubblicate nei primi decenni del XVI secolo. Dopo un lungo dibattito, la critica ha stabilito che il testo è in realtà una  traduzione del dramma olandese Elckerlijc, di Pieter van Diest, la cui prima edizione nota è quella di Delft del 1496.
Nel testo, fortemente allegorico, il personaggio centrale interagisce con personaggi più realistici, come Amicizia e Cugino, e personaggi più astratti come Buone Azioni e Saggezza, nel tentativo di salvare la propria anima, secondo lo schema tipico delle moralità.

## Trama
La storia comincia con Dio che si lamenta di come l'umanità sia dedita al peccato e decide di convocare "Ognuno" ("Everyman") per un rendiconto, con una allusione al Giudizio universale. L'attenzione poi si sposta su Ognuno, un individuo specifico, ma naturalmente rappresentativo dell'uomo comune. Dio manda da Ognuno la Morte, per avvisarlo che, entro la fine del giorno, egli dovrà giungere al cospetto divino per essere giudicato. In quello che è uno dei tanti spunti comici del dramma, Ognuno offre alla Morte del denaro perché questa rimandi la faccenda, ma la Morte rifiuta sdegnosamente e gli dice che, piuttosto, ciò che può fare è scegliere degli accompagnatori che lo aiutino a prepararsi al trapasso e gli stiano accanto nel momento del giudizio. Ognuno chiede inizialmente aiuto a personaggi poco virtuosi che gli sono stati vicini in passato, come Amicizia  e Ricchezza, ma questi si rifiutano di accompagnarlo. Ricchezza in particolare lo deride e gli spiega che il suo obiettivo era proprio quello di portarlo alla perdizione, funzionando quindi come un equivalente del personaggio demoniaco del Vizio in altre moralità. Al culmine della disperazione, Ognuno si pente del suo passato peccaminoso e capisce di doversi rivolgere a Buone Azioni. Questa è ancora troppo debole per accompagnarlo, ma gli presenta sua sorella, Saggezza. Successivamente Ognuno ottiene anche l'aiuto di quattro personaggi rappresentativi di qualità del corpo e dello spirito: Bellezza, Forza, Discernimento e Cinque Sensi che lo accompagneranno per parte del suo pellegrinaggio. Ognuno intraprende quindi il tradizionale percorso di preparazione alla morte: confessione, pentimento, assoluzione ed espiazione, fustigandosi e lasciando ai poveri metà dei suoi beni. Arrivato alla fossa, viene abbandonato in successione da Bellezza, Forza, Discernimento e Cinque Sensi, a simboleggiare il percorso di decadimento fisico e psichico della vecchiaia. Saggezza però rimane con lui fino alla morte e Buone Azioni lo accompagna nell'aldilà ad aiutarlo a superare il giudizio di Dio. Il canto degli angeli rassicura il pubblico sulla salvezza di Ognuno.

## Rappresentazioni
Everyman venne messo nuovamente in scena da William Poel nel 1901. Successivamente ha avuto molto successo a Broadway all'inizio del Novecento in una versione diretta da Ben Greet, regista britannico; Greet si distinse, in particolar modo, per la sua decisione di assegnare il ruolo di Ognuno a una donna, Edith Wynne Matthison (cosa, per l'epoca, piuttosto inusuale).